# Arne van Geffen
Arne van Geffen (Helmond, 12 november 1993) is een Nederlandse professioneel voetbalspeler die bij voorkeur als middenvelder speelt. Hij stroomde in 2012 door vanuit de jeugd van Helmond Sport.

## Spelerscarrière

### Debuut
Arne van Geffen maakte op 19 oktober 2012 zijn debuut als profvoetballer in de Jupiler League, tijdens de wedstrijd Go Ahead Eagles - Helmond Sport. De uitslag van deze wedstrijd was 2-2.